# Brymonidyna
Brymonidyna (łac. Brimonidinum) – silny, selektywny agonista α2-adrenoreceptora. Obniża ciśnienie śródgałkowe, poprzez zmniejszenie produkcji cieczy wodnistej w oku oraz ułatwienie jej odpływu.

## Farmakokinetyka
Biologiczny okres półtrwania wynosi około dwóch godzin. Metabolizm brymonidyny zachodzi w wątrobie. Wydalanie następuje przez nerki. Maksymalne działanie leku następuje po dwóch godzinach od podania.

## Wskazania
- jaskra z otwartym kątem przesączania
- nadciśnienie wewnątrzgałkowe

## Przeciwwskazania
- nadwrażliwość na lek
- choroba niedokrwienna serca
- niewydolność krążenia mózgowego
- zespół Raynauda
- choroba Buergera
- zaburzenia czynności wątroby i nerek
- jaskra z wąskim  kątem przesączania
- depresja

## Działania niepożądane
- przekrwienie spojówek
- pieczenie, swędzenie i łzawienie oczu
- zaburzenia widzenia
- światłowstręt
- reakcje alergiczne
- uczucie znużenia i senność
- bóle i zawroty głowy
- zaburzenia smaku
- suchość w jamie ustnej
- objawy żołądkowo-jelitowe

## Preparaty
- Luxfen – krople do oczu 0,2%
- Alphagan – krople do oczu 0,2%
- Combigan – krople do oczu, skład: brymonidyna + tymolol

## Dawkowanie
Dospojówkowo. Dawkę i częstotliwość stosowania ustala lekarz, zwykle jedna kropla trzy razy na dobę.

## Ostrzeżenia
Lek może upośledzać sprawność psychofizyczną, należy więc zachować ostrożność w prowadzeniu pojazdów mechanicznych w czasie jego stosowania. Brymonidyna nie powinna być przyjmowana w ciąży i w okresie karmienia piersią.